# Serie A1 2007-2008 (hockey su prato maschile)

## Classifica
|  | Pos. | Squadra     | Pt | G  | V  | N | P  | GF | GS | DR  |
|  | ---- | ----------- | -- | -- | -- | - | -- | -- | -- | --- |
|  | 1.   | Bra         | 45 | 18 | 15 | 0 | 3  | 64 | 24 | +40 |
|  | 2.   | Roma        | 43 | 18 | 13 | 4 | 1  | 62 | 26 | +36 |
|  | 3.   | Suelli      | 40 | 18 | 12 | 4 | 2  | 61 | 32 | +29 |
|  | 4.   | Amsicora    | 28 | 18 | 8  | 4 | 6  | 34 | 35 | -1  |
|  | 5.   | Lazio       | 22 | 18 | 6  | 4 | 8  | 44 | 46 | -2  |
|  | 6.   | CUS Catania | 18 | 18 | 5  | 3 | 10 | 23 | 47 | +24 |
|  | 7.   | Valverde    | 16 | 18 | 4  | 4 | 10 | 30 | 45 | -15 |
|  | 8.   | Cernusco    | 15 | 18 | 4  | 3 | 11 | 29 | 42 | -13 |
|  | 9.   | CUS Torino  | 15 | 18 | 3  | 6 | 9  | 28 | 50 | -22 |
|  | 10.  | Bondeno     | 9  | 18 | 1  | 6 | 11 | 27 | 55 | -28 |

Legenda:

      Qualificate ai play-off scudetto
      Retrocesse in Serie A2 2008-2009

### Semifinali
| Squadra 1 | Squadra 2 | Risultato       |
| --------- | --------- | --------------- |
| Bra       | Amsicora  | 7-8 giugno 2008 |
| Bra       | Amsicora  | 2 - 0 , 4-3     |
| Suelli    | Roma      | 7-8 giugno 2008 |
| Suelli    | Roma      | 2 -2 , 1-4      |

### Finale 1º/2º posto
| Squadra 1 | Squadra 2 | Risultato         |
| --------- | --------- | ----------------- |
| Bra       | Roma      | 21-22 Giugno 2008 |
| Bra       | Roma      | 2- 0 , 4-2        |

## Verdetti
- HC Bra: campione d'Italia.